# École de Calgary

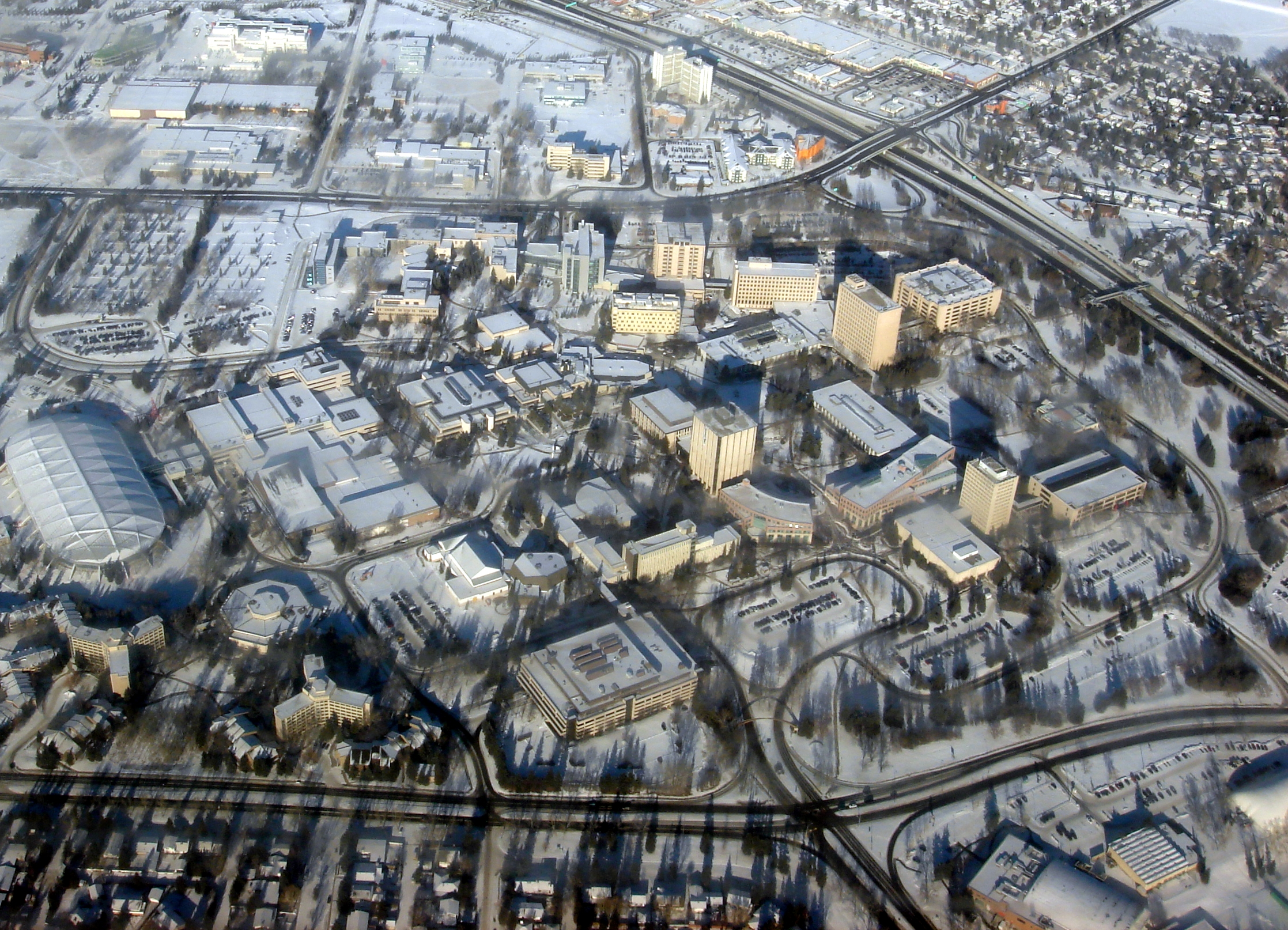
Vue aérienne du campus de l'Université

L'École de Calgary est une école de pensée rassemblant des universitaires, des chercheurs et des anciens étudiants des départements de sciences politiques et d'Histoire de l'Université de Calgary, située à Calgary, Alberta (Canada). Le terme, qui faisait à l'origine référence à l'école de Chicago d'économie, fut inventé par le politologue américain David Rovinsky.

## Philosophie politique
L'école de Calgary défend clairement une vue conservatrice de la politique, et a  été décrite comme « une version turbulente de libertarianisme des montagnes Rocheuses » qui vise à « faire baisser les taxes, moins de [d'intervention du] gouvernement fédéral, et des marchés libres où seraient absents les programmes sociaux comme Medicare qui permettent aux citoyens de ne pas avoir à se retrousser les manches. »,
Il semble, cependant, exister des désaccords entre les partisans du conservatisme social et ceux du conservatisme économique au sein de l'école. Bercuson critiqua publiquement les politiques sociales de Morton, disant qu'elles « [étaient] dures à avaler pour un libertarien. », Ce type de divisions permet de remettre en question l'existence d'une véritable « école de pensée » en tant que telle.
Les membres de cette École, et en particulier Flanagan, sont parfois décrits comme étant des disciples du philosophe néoconservateur américain Leo Strauss; ses détracteurs interprétant cette proximité de pensée comme une preuve qu'il partage sa « suspicion profonde pour la démocratie libérale »,. D'autres ont exprimé leur désaccord, en disant que « ceux qui voient les Straussiens comme maîtres à penser manipulant [Stephen] Harper et [George W.] Bush sont intellectuellement paresseux »,
En politique étrangère, Bercuson et Cooper sont des partisans d'un rapprochement avec les États-Unis parfois décrit comme du «néo-continentalisme». Ils préconisent aussi un durcissement de la politique étrangère canadienne, notamment dans le cadre de la «guerre à la terreur». Ils s'opposent à l'approche internationaliste traditionnellement associée à la politique étrangère canadienne et préconisent une approche fondée sur l'usage plus fréquent de la puissance militaire. Ils favorisent une hausse des budgets militaires et une revalorisation des Forces Armées au sein de la société canadienne,.
La pensée politique de cette école a suscité de nombreuses critiques de la part de ses opposants, qu'ils soient universitaires ou politiques. Un ancien membre de la Faculté la surnomma « le département de beaufologie »,

## Membres
L'école de Calgary n'est pas une organisation officielle et n'a donc pas de liste de membres, bien que certains universitaires s'en réclament ouvertement. Il existe cependant un groupe central désigné par les médias canadiens comme ses membres :
- Stephen Harper, ex-chef du Parti conservateur du Canada et ex-Premier ministre du Canada, ancien étudiant à l'Université de Calgary.
- David Bercuson, professeur d'Histoire et directeur du Centre pour les Études Militaires et Stratégiques de l'université.
- Barry F. Cooper, professeur en science politique et membre de l'Institut canadien de Défense et des Affaires Étrangères.
- Tom Flanagan, doyen du Fraser Institute et conseiller du Premier ministre conservateur Stephen Harper.
- Roger Gibbins, président de la Canada West Foundation et ancien responsable du Département de sciences politiques.
- Rainer Knopff, professeur de sciences politiques à l'Université de Calgary.
- Ted Morton, un ministre d'Alberta qui finit troisième en décembre 2006 dans la campagne pour être à la tête du Progressive Conservative party, qui gouverne actuellement la province.